# Eschscholzia minutiflora
Eschscholzia minutiflora är en vallmoväxtart som beskrevs av S. Wats.. Eschscholzia minutiflora ingår i släktet sömntutor, och familjen vallmoväxter.

## Underarter
Arten delas in i följande underarter:
- E. m. covillei
- E. m. minutiflora
- E. m. twisselmannii

## Bildgalleri

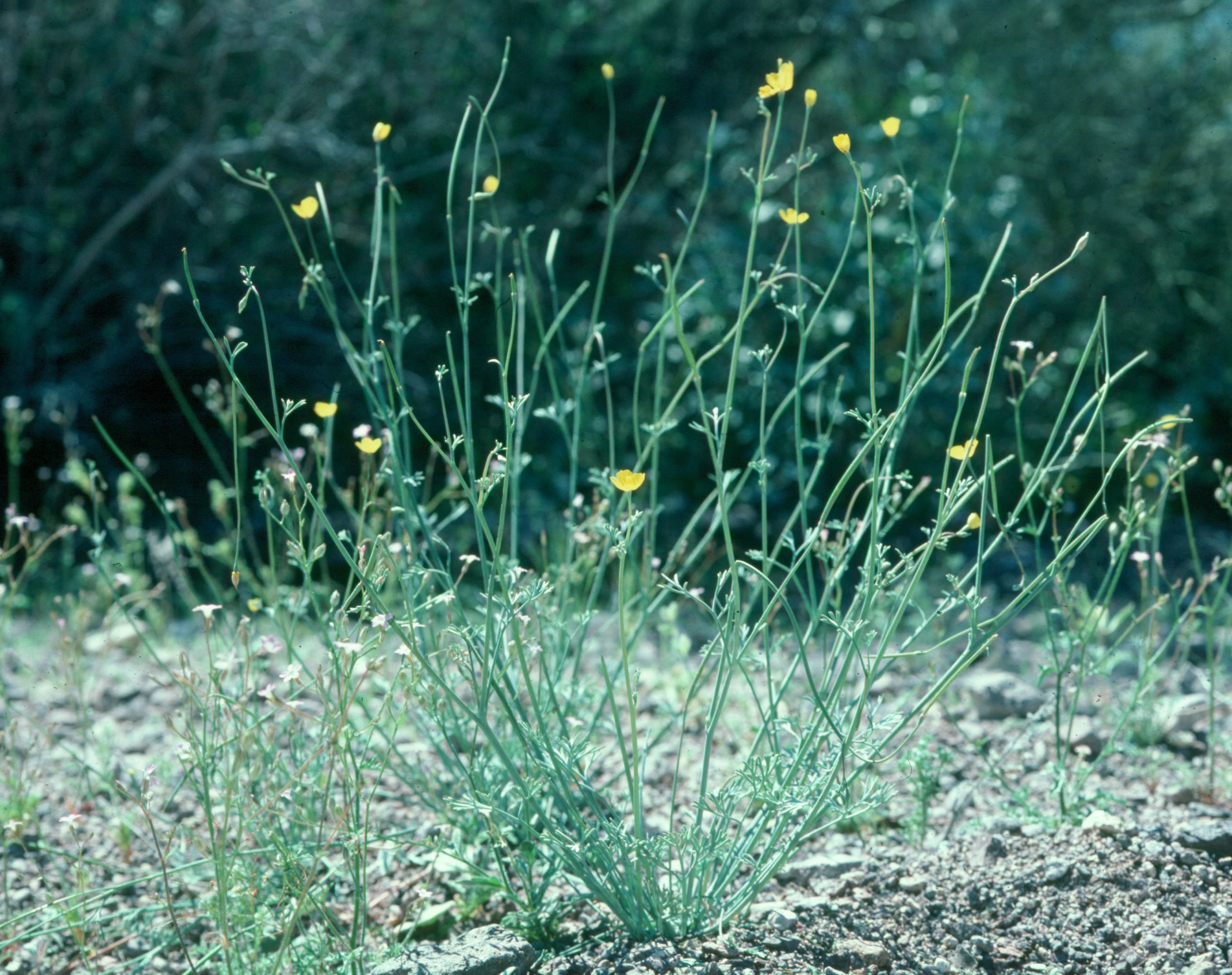
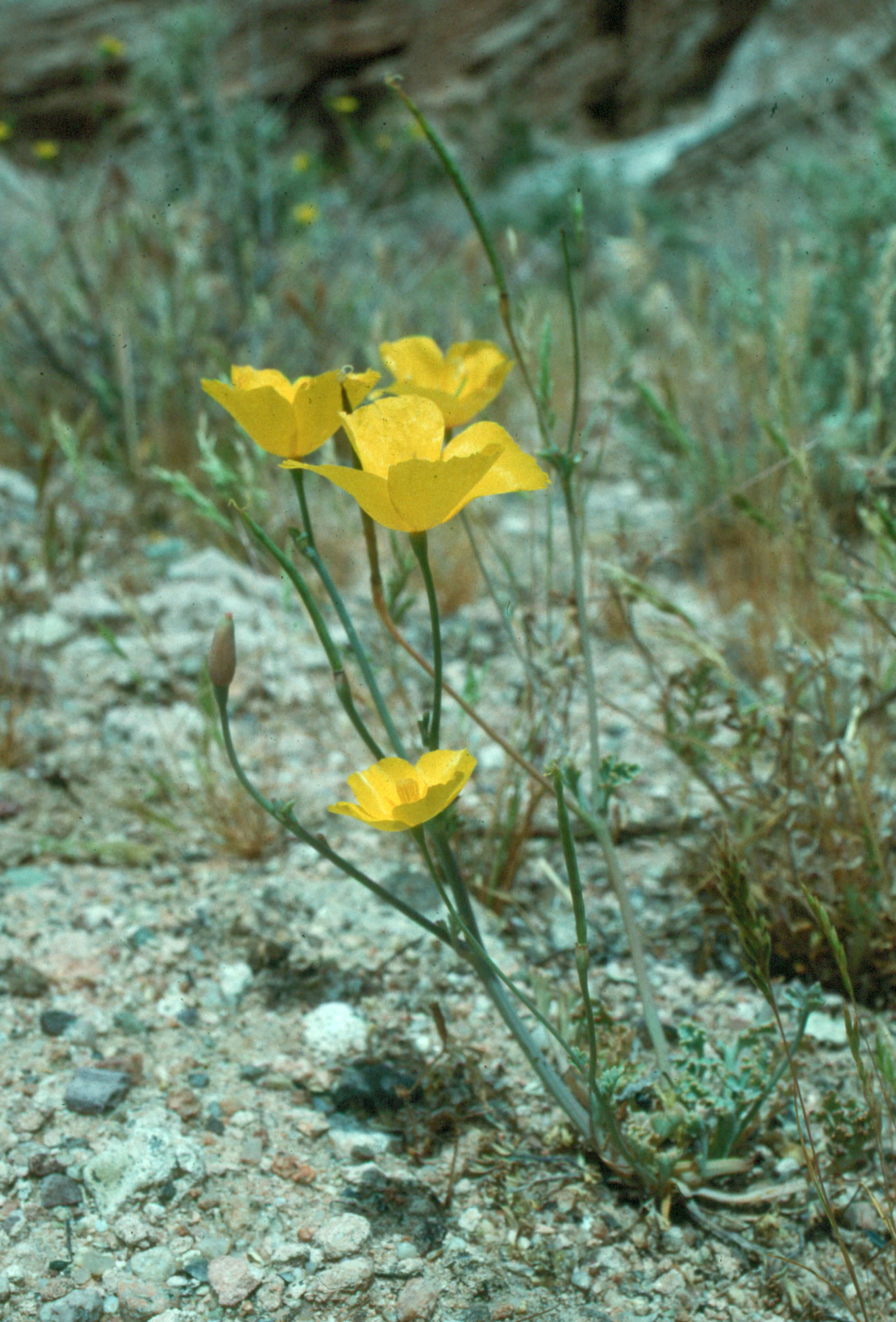